# Liste du patrimoine culturel immatériel de l'humanité au Burkina Faso
Cet article recense les pratiques inscrites au patrimoine culturel immatériel au Burkina Faso.

## Statistiques
Le Burkina Faso ratifie la convention pour la sauvegarde du patrimoine culturel immatériel le 21 juillet 2006. La première pratique protégée est inscrite en 2012.
En 2024, le Burkina Faso compte 1 élément inscrit au patrimoine culturel immatériel, sur la liste représentative.

## Listes

### Liste représentative
L'élément suivant est inscrit sur la liste représentative du patrimoine culturel immatériel de l'humanité :
| Élément | Type | Subdivision | Année | Lien  | Notes                                                                 | Illus. |
| --- | --- | ----------- | ----- | ----- | --------------------------------------------------------------------- | ------ |
| Les pratiques et expressions culturelles liées au balafon et au kolintang au Mali, au Burkina Faso, en Côte d'Ivoire et en Indonésie | traditions et expressions orales arts du spectacle pratiques sociales, rituels et événements festifs connaissances et pratiques concernant la nature et l'univers savoir-faire liés à l'artisanat traditionnel |             | 2012  | 02131 | Partagé avec la Côte d'Ivoire et le Mali Étendu en 2024 à l'Indonésie |        |

### Patrimoine immatériel nécessitant une sauvegarde urgente
Le Burkina Faso ne compte aucun élément sur la liste du patrimoine immatériel nécessitant une sauvegarde urgente.

### Registre des meilleures pratiques de sauvegarde
Le Burkina Faso ne compte aucune pratique listée au registre des meilleures pratiques de sauvegarde.